# ファスト アンド フューリアス
『ファスト アンド フューリアス』(THE FAST AND THE FURIOUS)は、タイトーが販売する、2005年に稼動開始した業務用レースゲームである。
その名の通り、映画｢ワイルドスピード(THE FAST AND THE FURIOUS)｣をモチーフとしている。

## ゲームのルール
コインを投入し、コース・トランスミッション・車両を選択後、パーツのアップグレードを選択し車両をチューニングし、レース開始。
一本道の市街地コースで7台のライバル車と競い1位を目指す。ハンドル・ペダルワークを駆使しフリップ・ウィリーなど様々なスタントを繰り出すことが出来る。完走時、スタントを繰り出した回数・時間や対物ダメージ総額応じてタイムが短縮(順位には影響しない。)、順位によって賞金が変動する。また、筐体の設定によるが、1位で完走した場合、無料で次のレースに進めることが出来る。
筐体へのデータ保存に対応。コース・トランスミッション・車両・アップグレードの選択時にキーパッドを押し、暗証番号を入力することによって、ネーム・賞金総額・走行記録・車両ごとのチューニング状況を読み込み・保存することができる。

## ゲームモード
- 1Pプレイ

好きなコースを選んで賞金を稼ぐのが1人プレイモード。
- 2P～8Pプレイ

大人数でプレイしていくモード。

## 登場車種
Nissan 350Z/Skyline、Mitsubishi Eclipse、Pontiac Firebird等17台の車が実名で登場する。

## コース
初級コース
- タイムズスクウェア
- レースウォーズ
- チャイナタウン

中級コース
- マリブ
- セントラルパーク
- L.A.ゲットー

上級コース
- ゴールデンゲート
- ニューイングランド

プロ級コース（残り2コースはコースセレクト画面でビューチェンジの1を押すと出現）
- ハリウッド
- S.F.ツアー
- マルホランドドライブ
- チャイナタウンX

## 移植版
| No. | タイトル                      | 発売日                                           | 対応機種  | 開発元                 | 発売元               | メディア            | 型式         | 売上本数 | 備考                                          |
| --- | ----------------------------- | ------------------------------------------------ | --------- | ---------------------- | -------------------- | ------------------- | ------------ | -------- | --------------------------------------------- |
| 1   | Cruis'n                       | - 2007年11月27日 - 2008年3月27日 - 2008年2月14日 | Wii       | Just Games Interactive | ミッドウェイゲームズ | Wii用12cm光ディスク | -            | -        | -                                             |
| 2   | The Fast & The Furious Deluxe | - 2023年5月                                      | ARCADE1UP | ARCADE1UP              | ARCADE1UP            | プリインストール    | FAF-A-300211 | -        | 『The Fast and the Furious: DRIFT』を同時収録 |

Wii
2007年、｢ワイルドスピード」のライセンスを取り除いたWii移植版『Cruis'n』がミッドウェイゲームズよりリリースされた。移植作業はJust Games Interactive（現：Kung Fu Factory）が担当。
『Cruis'n』は90年代にミッドウェイゲームズが任天堂と共同で展開していたレースゲームシリーズの名前であり、当作は2001年にゲームボーイアドバンス向けに発売した『Cruis'n Velocity』以来のシリーズ作品となった。
当作はMetacriticで7件のレビューを基に100点満点中25点という低い評価を受けている。操作感覚の悪さ、時代遅れのグラフィック、フレームレートの低さ、ロード時間の長さが批判の対象となった。
ARCADE1UP
2023年、家庭用アーケード筐体『ARCADE1UP』のラインナップ1つとして発表され、同年5月に発売された。続編の『DRIFT』を同時収録。ローカル通信対戦、WiFiリーダーボードをサポートする。アーケード版に収録されていた一部の車種が収録されていない。

## 続編
2007年に『The Fast and the Furious: DRIFT』、2010年に『Fast & Furious: SuperCars』が稼働開始。2022年には上下デュアルモニター付き筐体を採用した『Fast & Furious Arcade』が発表された。
また、搭乗車両をオートバイに変更した『The Fast and the Furious: Super Bikes』が2007年に稼働開始。『Super Bikes』は後に『ワイルドスピード』のライセンスを取り除いてシリーズ化され、2010年に『Super Bikes 2』、2019年に『Super Bikes 3』が稼働開始している。
上記のうち、『Fast & Furious Arcade』と『Super Bikes 3』は、バンダイナムコテクニカが日本での輸入販売を担当している。